# جرالد تمپلر
جرالد تمپلر (انگلیسی: Gerald Templer; ۱۱ سپتامبر ۱۸۹۸ – ۲۵ اکتبر ۱۹۷۹) فیلد مارشال نیروی زمینی بریتانیا بود، که در فاصله سال‌های ۱۹۵۵ تا ۱۹۵۸ به‌عنوان بیستمین رئیس ستاد کل نیروی زمینی بریتانیا فعالیت می‌کرد. 
او در هر دو جنگ جهانی جنگید و علیه شورش اعراب در فلسطین شرکت کرد. تمپلر به عنوان رئیس ستاد کل امپراتوری و فرمانده حرفه‌ای ارتش بریتانیا بین سال‌های ۱۹۵۵ تا ۱۹۵۸، مشاور ارشد نظامی نخست‌وزیر آنتونی ادن در طول بحران سوئز بود. او همچنین به عنوان بنیانگذار موزه ملی ارتش بریتانیا شناخته می‌شود.
تمپلر بیشتر به خاطر اجرای استراتژی‌هایی که به شدت در شکست ارتش آزادی‌بخش ملی مالایا در طول وضعیت اضطراری مالایا نقش داشتند، شناخته می‌شود. برخی از مورخان روش‌های او را به عنوان نمونه‌ای موفق از کمپین «قلب‌ها و ذهن‌ها» توصیف کرده‌اند، در حالی که برخی دیگر از محققان به دلیل اتکای بیش از حد او به کنترل جمعیت و اجبار، این را به عنوان یک افسانه رد کرده‌اند. تمپلر همچنین بر بسیاری از سیاست‌های بحث‌برانگیز و جنایات بی‌شماری که توسط نیروهایش انجام می‌شد، نظارت، دستور و شخصاً آنها را تأیید کرد. این موارد شامل: استفاده از اردوگاه‌های بازداشت به نام «روستاهای جدید»، جابجایی اجباری اقلیت‌های قومی، خدمت اجباری، مجازات جمعی علیه غیرنظامیان، استخدام شکارچیان متخصص ایبان برای سر بریدن مظنونان کمونیست، پیشگامی در استفاده از عامل نارنجی (که بعداً در ویتنام استفاده شد) و استفاده از سیاست‌های زمین سوخته که اعضای ارتش آزادیبخش ملی مالایا را از منابع محروم کرد.
بسیاری از استراتژی‌های ضد شورشی که او پیشگام آنها بود، بعداً توسط ایالات متحده در ویتنام تقلید شد.